# Olympische Winterspiele 2014/Teilnehmer (Deutschland)
| Gelbes Symbol für Goldmedaillen mit stilisierten Olympischen Ringen | Graues Symbol für Silbermedaillen mit stilisierten Olympischen Ringen | Braundes Symbol für Bronzemedaillen mit stilisierten Olympischen Ringen |
| ------------------------------------------------------------------- | --------------------------------------------------------------------- | ----------------------------------------------------------------------- |
| 8                                                                   | 6                                                                     | 5                                                                       |

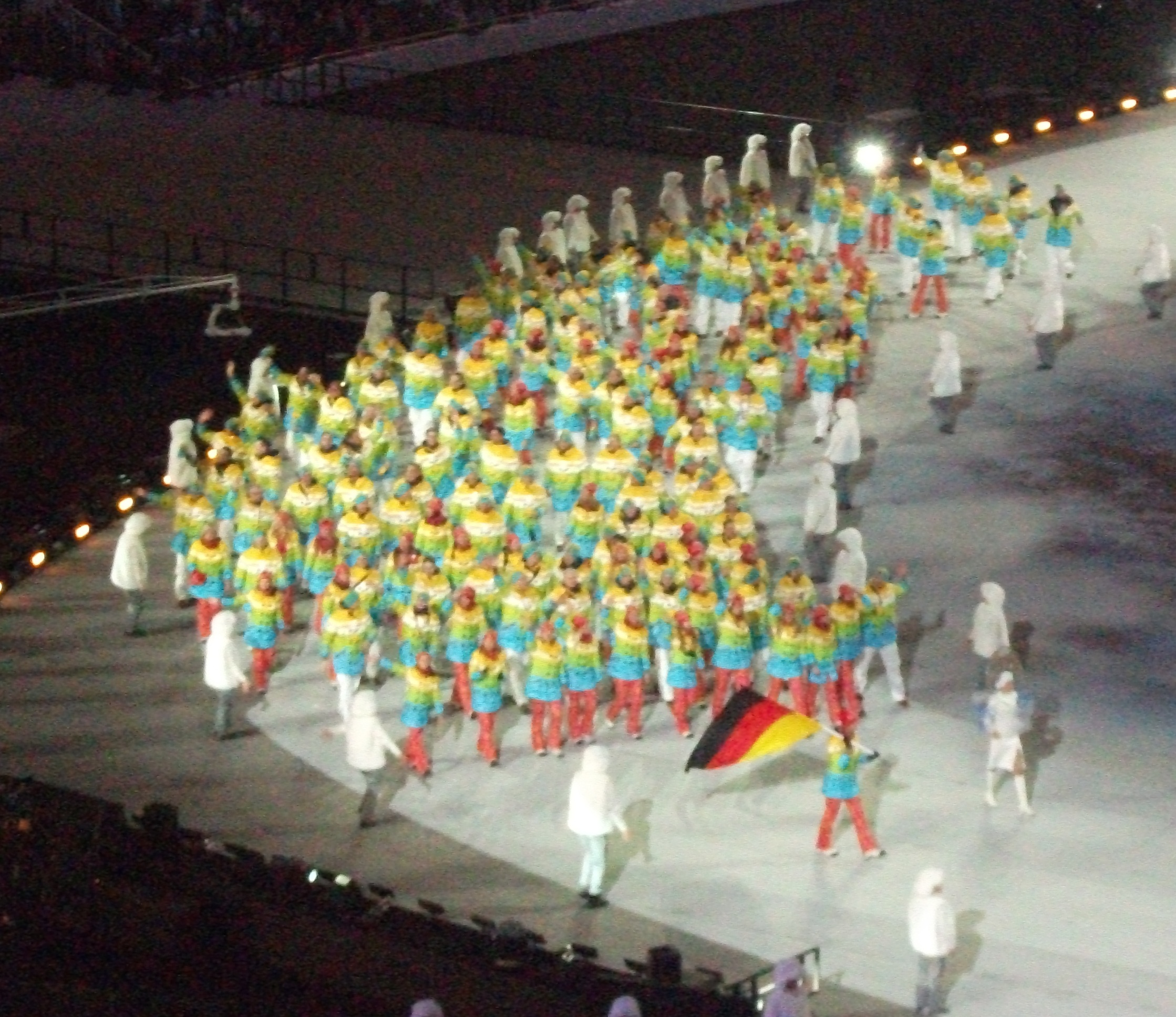
Das deutsche Team bei der Eröffnungsfeier der Olympischen Winterspiele in Sotschi

Deutschland nahm an den Olympischen Winterspielen 2014 in Sotschi mit 153 Athleten, darunter 77 Frauen und 76 Männer, in allen 15 Sportarten teil. Chef de Mission war Michael Vesper.
In einer ersten Nominierungsphase wurden am 18. Dezember 2013, 26 deutsche Athleten (9 Frauen und 17 Männer) in vier Sportarten benannt. Die zweite und letzte Nominierungsrunde fand am 23. Januar 2014 in Frankfurt am Main statt. An diesem Tag wurden auch alle Betreuer berufen.

## Medaillen

### Medaillenspiegel
| Rang   | Sportart              | Gold | Silber | Bronze | Gesamt |
| ------ | --------------------- | ---- | ------ | ------ | ------ |
| 1      | Rennrodeln            | 4    | 1      | 0      | 5      |
| 2      | Skispringen           | 2    | 0      | 0      | 2      |
| 3      | Nordische Kombination | 1    | 1      | 1      | 3      |
| 3      | Ski Alpin             | 1    | 1      | 1      | 3      |
| 5      | Biathlon              | 0    | 2      | 0      | 2      |
| 6      | Snowboard             | 0    | 1      | 1      | 2      |
| 7      | Eiskunstlauf          | 0    | 0      | 1      | 1      |
| 7      | Skilanglauf           | 0    | 0      | 1      | 1      |
| Gesamt | Gesamt                | 8    | 6      | 5      | 19     |

### Medaillengewinner
| Name/n                                                       | Sportart              | Wettkampf            |
| ------------------------------------------------------------ | --------------------- | -------------------- |
| Gold                                                         |                       |                      |
| Felix Loch                                                   | Rennrodeln            | Einsitzer            |
| Natalie Geisenberger                                         | Rennrodeln            | Einsitzer            |
| Maria Höfl-Riesch                                            | Ski Alpin             | Super-Kombination    |
| Carina Vogt                                                  | Skispringen           | Einzel Normalschanze |
| Eric Frenzel                                                 | Nordische Kombination | Normalschanze        |
| Tobias Wendl/Tobias Arlt                                     | Rennrodeln            | Doppelsitzer         |
| Natalie Geisenberger/Felix Loch/Tobias Wendl/Tobias Arlt     | Rennrodeln            | Teamstaffel          |
| Andreas Wank/Marinus Kraus/Andreas Wellinger/Severin Freund  | Skispringen           | Teamspringen         |
| Silber                                                       |                       |                      |
| Tatjana Hüfner                                               | Rennrodeln            | Einsitzer            |
| Erik Lesser                                                  | Biathlon              | 20 km Einzel         |
| Maria Höfl-Riesch                                            | Ski Alpin             | Super-G              |
| Eric Frenzel/Björn Kircheisen/Johannes Rydzek/Fabian Rießle  | Nordische Kombination | Teamwettkampf        |
| Anke Karstens                                                | Snowboard             | Parallelslalom       |
| Erik Lesser/Daniel Böhm/Arnd Peiffer/Simon Schempp           | Biathlon              | 4 × 7,5 km Staffel   |
| Bronze                                                       |                       |                      |
| Aljona Savchenko/Robin Szolkowy                              | Eiskunstlauf          | Paarlauf             |
| Stefanie Böhler/Nicole Fessel/Denise Herrmann/Claudia Nystad | Skilanglauf           | 4 × 5 km Staffel     |
| Viktoria Rebensburg                                          | Ski Alpin             | Riesenslalom         |
| Fabian Rießle                                                | Nordische Kombination | Großschanze          |
| Amelie Kober                                                 | Snowboard             | Parallelslalom       |

### Erfolgsprämien
Für besonders erfolgreiche Sportler wurden durch die Stiftung Deutsche Sporthilfe – wie auch bereits bei Spielen zuvor – Prämien ausgelobt: 20.000 Euro für den Gewinn einer Goldmedaille, 15.000 für Silber und 10.000 für Bronze. Auch Nichtmedaillenränge wurden gestaffelt bis zum 8. Platz (1.500 Euro) mit einer Erfolgszahlung belohnt. Honoriert wurde jeweils der größte Erfolg eines Teilnehmers. Insgesamt wurden im Verlauf der Winterspiele 548.500 Euro Prämien ausgeschüttet.

## Sportarten

### Biathlon
| Athleten                                                              | Wettbewerbe         | Zeit        | Fehler                           | Rang    |
| --------------------------------------------------------------------- | ------------------- | ----------- | -------------------------------- | ------- |
| Frauen (1)                                                            |                     |             |                                  |         |
| Laura Dahlmeier                                                       | 7,5 km Sprint       | 23:03,2 min | 2                                | 46      |
| Laura Dahlmeier                                                       | 10 km Verfolgung    | 32:38,8 min | 1                                | 30      |
| Laura Dahlmeier                                                       | 15 km Einzel        | 46:45,7 min | 1                                | 13      |
| Andrea Henkel                                                         | 7,5 km Sprint       | 22:01,5 min | 1                                | 22      |
| Andrea Henkel                                                         | 10 km Verfolgung    | 32:30,4 min | 3                                | 39      |
| Andrea Henkel                                                         | 12,5 km Massenstart | 37:19,2 min | 1                                | 18      |
| Franziska Hildebrand                                                  | 12,5 km Massenstart | 39:09,5 min | 3                                | 29      |
| Franziska Hildebrand                                                  | 15 km Einzel        | 49:06,4 min | 2                                | 38      |
| Franziska Preuß                                                       | 7,5 km Sprint       | 22:53,1 min | 2                                | 41      |
| Franziska Preuß                                                       | 10 km Verfolgung    | 33:34,0 min | 3                                | 40      |
| Franziska Preuß                                                       | 15 km Einzel        | DNF         | DNF                              | DNF     |
| Evi Sachenbacher-Stehle (2)                                           | 7,5 km Sprint       | 21:40,8 min | 1                                | 11      |
| Evi Sachenbacher-Stehle (2)                                           | 10 km Verfolgung    | 32:16,6 min | 6                                | 27      |
| Evi Sachenbacher-Stehle (2)                                           | 12,5 km Massenstart | 35:53,9 min | 0                                | DSQ     |
| Evi Sachenbacher-Stehle (2)                                           | 15 km Einzel        | 47:30,4 min | 3                                | 20      |
| Laura Dahlmeier Andrea Henkel Franziska Preuß Franziska Hildebrand    | 4 × 6 km Staffel    | 1:13:44,2 h | 6 (Nachlader, keine Strafrunden) | 11      |
| Männer                                                                |                     |             |                                  |         |
| Andreas Birnbacher                                                    | 20 km Einzel        | 43:48,3 min | 3                                | 13      |
| Daniel Böhm                                                           | 20 km Einzel        | 51:09,4 min | 1                                | 10      |
| Erik Lesser                                                           | 10 km Sprint        | 25:26,7 min | 1                                | 21      |
| Erik Lesser                                                           | 12,5 km Verfolgung  | 34:53,1 min | 3                                | 16      |
| Erik Lesser                                                           | 15 km Massenstart   | 45:34,2 min | 4                                | 26      |
| Erik Lesser                                                           | 20 km Einzel        | 49:43,9 min | 0                                | Silber  |
| Arnd Peiffer                                                          | 10 km Sprint        | 26:01,2 min | 3                                | 34      |
| Arnd Peiffer                                                          | 12,5 km Verfolgung  | 35:21,4 min | 1                                | 19      |
| Arnd Peiffer                                                          | 15 km Massenstart   | 44:35,0 min | 4                                | 18      |
| Simon Schempp                                                         | 10 km Sprint        | 25:16,4 min | 0                                | 15      |
| Simon Schempp                                                         | 12,5 km Verfolgung  | 34:27,7 min | 1                                | 6       |
| Simon Schempp                                                         | 15 km Massenstart   | 43:48,3 min | 3                                | 13      |
| Simon Schempp                                                         | 20 km Einzel        | 51:50,3 min | 1                                | 16      |
| Christoph Stephan                                                     | 10 km Sprint        | 26:55,4 min | 2                                | 58      |
| Christoph Stephan                                                     | 12,5 km Verfolgung  | 37:18,8 min | 1                                | 22      |
| Daniel Böhm Erik Lesser Arnd Peiffer Simon Schempp                    | 4 × 7,5 km Staffel  | 1:12:19,4 h | 2 (Nachlader, keine Strafrunden) | Silber  |
| Mixed                                                                 |                     |             |                                  |         |
| Laura Dahlmeier Evi Sachenbacher-Stehle (2) Daniel Böhm Simon Schempp | Mixed-Staffel       | 1:10:58,3 h | 9 (Nachlader, keine Strafrunden) | DSQ (2) |

### Bob
| Athleten                                                          | Wettbewerb | Lauf 1  | Lauf 2  | Lauf 3  | Lauf 4  | Gesamt      | Gesamt |
| Athleten                                                          | Wettbewerb | Zeit    | Zeit    | Zeit    | Zeit    | Zeit        | Rang   |
| ----------------------------------------------------------------- | ---------- | ------- | ------- | ------- | ------- | ----------- | ------ |
| Frauen                                                            |            |         |         |         |         |             |        |
| Sandra Kiriasis Franziska Fritz                                   | Zweierbob  | 57,95 s | 58,08 s | 58,06 s | 58,20 s | 3:52,29 min | 5      |
| Cathleen Martini Christin Senkel                                  | Zweierbob  | 57,99 s | 58,42 s | 58,17 s | 58,13 s | 3:52,71 min | 7      |
| Anja Schneiderheinze Stephanie Schneider                          | Zweierbob  | 58,17 s | 58,30 s | 58,53 s | 58,74 s | 3:53,74 min | 10     |
| Männer                                                            |            |         |         |         |         |             |        |
| Francesco Friedrich Jannis Bäcker                                 | Zweierbob  | 56,50 s | 56,88 s | 56,63 s | 56,84 s | 3:46,85 min | 8      |
| Thomas Florschütz Kevin Kuske                                     | Zweierbob  | 56,89 s | 56,87 s | 56,77 s | 56,71 s | 3:47,00 min | 11     |
| Maximilian Arndt Alexander Rödiger                                | Zweierbob  | 56,98 s | 56,92 s | 57,22 s | 57,08 s | 3:48,20 min | 15     |
| Maximilian Arndt Alexander Rödiger Marko Hübenbecker Martin Putze | Viererbob  | 54,88 s | 55,47 s | 55,47 s | 55,60 s | 3:41,42 min | 6      |
| Thomas Florschütz Kevin Kuske Joshua Bluhm Christian Poser        | Viererbob  | 55,06 s | 55,42 s | 55,50 s | 55,53 s | 3:41,51 min | 7      |
| Francesco Friedrich Gregor Bermbach Jannis Bäcker Thorsten Margis | Viererbob  | 55,15 s | 55,43 s | 55,81 s | 55,41 s | 3:41,80 min | 10     |

P-Akkreditierungen:
- Frauen: Franziska Bertels und Lisette Thöne
- Männer: Kevin Korona und Jan Martin Speer

### Curling
| Wettbewerb  | Männer |
| ----------- | --- |
| Athleten    | Christopher Bartsch John Jahr (Skip) Sven Goldemann Felix Schulze Peter Rickmers (alle CC Hamburg)                                             |
| Vorrunde    | Kanada 8:11 Großbritannien 6:7 Norwegen 5:8 Volksrepublik China 7:11 Vereinigte Staaten 5:8 Schweiz 8:7 Schweden 4:8 Dänemark 3:6 Russland 7:8 |
| Halbfinale  | ausgeschieden |
| Finale      | ausgeschieden |
| Platzierung | 10 |

### Eishockey
| Wettbewerb        | Frauen |
| ----------------- | --- |
| Athleten          | Viona Harrer Jennifer Harß Ivonne Schröder Tanja Eisenschmid Susanne Fellner Susann Götz Jessica Hammerl Andrea Lanzl Anja Weißer Manuela Anwander Maritta Becker Monika Bittner Franziska Busch Bettina Evers Jacqueline Janzen Nina Kamenik Sophie Kratzer Lisa Schuster Sara Seiler Kerstin Spielberger Julia Zorn |
| Vorrunde          | Russland 1:4 (0:0, 1:0, 0:4) Schweden 0:4 (0:1; 0:0, 0:3) Japan 4:0 (1:0, 1:0, 2:0) |
| Platzierungsspiel | Finnland 1:2 (0:2, 1:0, 0:0) |
| Spiel um Platz 7  | Japan 3:2 (1:1, 2:0, 0:1) |
| Platzierung       | 7 |

### Eiskunstlauf
| Athleten                                                                                         | Wettbewerb     | Kurzprogramm/-tanz | Kurzprogramm/-tanz | Kür/Kürtanz        | Kür/Kürtanz        | Total  | Total  |
| Athleten                                                                                         | Wettbewerb     | Punkte             | Rang               | Punkte             | Rang               | Punkte | Rang   |
| ------------------------------------------------------------------------------------------------ | -------------- | ------------------ | ------------------ | ------------------ | ------------------ | ------ | ------ |
| Frauen                                                                                           |                |                    |                    |                    |                    |        |        |
| Nathalie Weinzierl                                                                               | Einzel         | 57,63              | 10                 | 89,73              | 21                 | 147,36 | 18     |
| Männer                                                                                           |                |                    |                    |                    |                    |        |        |
| Peter Liebers                                                                                    | Einzel         | 86,04              | 5                  | 153,83             | 9                  | 239,87 | 8      |
| Mixed                                                                                            |                |                    |                    |                    |                    |        |        |
| Aljona Savchenko/ Robin Szolkowy                                                                 | Paarlauf       | 79,64              | 2                  | 136,14             | 4                  | 215,78 | Bronze |
| Maylin Wende/ Daniel Wende                                                                       | Paarlauf       | 59,25              | 12                 | 107,00             | 13                 | 166,25 | 13     |
| Tanja Kolbe/ Stefano Caruso                                                                      | Eistanz        | 54,43              | 19                 | 76,13              | 19                 | 130,56 | 19     |
| Nelli Schiganschina/ Alexander Gazsi                                                             | Eistanz        | 60,91              | 10                 | 89,86              | 12                 | 150,77 | 11     |
| Peter Liebers Nathalie Weinzierl Maylin Wende/ Daniel Wende Nelli Schiganschina/ Alexander Gazsi | Teamwettbewerb | 17                 | 8                  | nicht qualifiziert | nicht qualifiziert | 17     | 8      |

### Eisschnelllauf
| Athleten               | Wettbewerb | 1. Lauf | 1. Lauf | 2. Lauf | 2. Lauf | Gesamt       | Gesamt |
| Athleten               | Wettbewerb | Zeit    | Rang    | Zeit    | Rang    | Zeit         | Rang   |
| ---------------------- | ---------- | ------- | ------- | ------- | ------- | ------------ | ------ |
| Frauen                 |            |         |         |         |         |              |        |
| Monique Angermüller    | 1000 m     | –       | –       | –       | –       | DSQ          | DSQ    |
| Monique Angermüller    | 1500 m     | –       | –       | –       | –       | 2:00,32 min  | 24     |
| Stephanie Beckert      | 3000 m     | –       | –       | –       | –       | 4:13,55 min  | 17     |
| Stephanie Beckert      | 5000 m     | –       | –       | –       | –       | 7:07,79 min  | 8      |
| Judith Hesse           | 500 m      | DSQ     | DSQ     | DSQ     | DSQ     | DSQ          | DSQ    |
| Judith Hesse           | 1000 m     | –       | –       | –       | –       | 1:15,84 min  | 11     |
| Gabriele Hirschbichler | 500 m      | 39,82 s | 34      | 37,73 s | 5       | 79,51 s      | 34     |
| Gabriele Hirschbichler | 1000 m     | –       | –       | –       | –       | 1:18,00 min  | 26     |
| Gabriele Hirschbichler | 1500 m     | –       | –       | –       | –       | 2:01,18 min  | 30     |
| Bente Kraus            | 3000 m     | –       | –       | –       | –       | 4:10,17 min  | 11     |
| Bente Kraus            | 5000 m     | –       | –       | –       | –       | 7:10,65 min  | 11     |
| Claudia Pechstein      | 1500 m     | –       | –       | –       | –       | 1:59,47 min  | 19     |
| Claudia Pechstein      | 3000 m     | –       | –       | –       | –       | 4:05,26 min  | 4      |
| Claudia Pechstein      | 5000 m     | –       | –       | –       | –       | 6:58,39 min  | 5      |
| Denise Roth            | 500 m      | 39,08 s | 23      | 38,69 s | 15      | 77,78 s      | 21     |
| Jenny Wolf             | 500 m      | 37,93 s | 8       | 37,73 s | 5       | 75,67 s      | 6      |
| Jenny Wolf             | 1000 m     | –       | –       | –       | –       | 1:17,99 min  | 25     |
| Männer                 |            |         |         |         |         |              |        |
| Alexej Baumgärtner     | 5000 m     | –       | –       | –       | –       | 6:34,34 min  | 21     |
| Alexej Baumgärtner     | 10.000 m   | –       | –       | –       | –       | 13:44,39 min | 13     |
| Patrick Beckert        | 1500 m     | –       | –       | –       | –       | 1:48,08 min  | 23     |
| Patrick Beckert        | 5000 m     | –       | –       | –       | –       | 6:21,18 min  | 8      |
| Patrick Beckert        | 10.000 m   | –       | –       | –       | –       | 13:14,26 min | 6      |
| Moritz Geisreiter      | 5000 m     | –       | –       | –       | –       | 6:24,79 min  | 10     |
| Moritz Geisreiter      | 10.000 m   | –       | –       | –       | –       | 13:20,26 min | 8      |
| Nico Ihle              | 500 m      | 34,99 s | 7       | 35,11 s | 9       | 70,10 s      | 8      |
| Nico Ihle              | 1000 m     | –       | –       | –       | –       | 1:08,86 min  | 4      |
| Robert Lehmann         | 1500 m     | –       | –       | –       | –       | 1:48,24 min  | 27     |
| Samuel Schwarz         | 500 m      | 35,69 s | 34      | 35,68 s | 34      | 71,37 s      | 34     |
| Samuel Schwarz         | 1000 m     | –       | –       | –       | –       | 1:08,89 min  | 5      |

### Freestyle-Skiing
| Athleten             | Wettbewerb  | Rang                                | Rang                                | Rang                                | Rang                                | Rang                                |
| -------------------- | ----------- | ----------------------------------- | ----------------------------------- | ----------------------------------- | ----------------------------------- | ----------------------------------- |
| Frauen               |             |                                     |                                     |                                     |                                     |                                     |
| Anna Wörner          | Skicross    | 9 (ausgeschieden im Viertelfinale)  | 9 (ausgeschieden im Viertelfinale)  | 9 (ausgeschieden im Viertelfinale)  | 9 (ausgeschieden im Viertelfinale)  | 9 (ausgeschieden im Viertelfinale)  |
| Heidi Zacher         | Skicross    | 18 (ausgeschieden im Achtelfinale)  | 18 (ausgeschieden im Achtelfinale)  | 18 (ausgeschieden im Achtelfinale)  | 18 (ausgeschieden im Achtelfinale)  | 18 (ausgeschieden im Achtelfinale)  |
| Männer               |             |                                     |                                     |                                     |                                     |                                     |
| Daniel Bohnacker     | Skicross    | 19 (3. im Achtelfinale)             | 19 (3. im Achtelfinale)             | 19 (3. im Achtelfinale)             | 19 (3. im Achtelfinale)             | 19 (3. im Achtelfinale)             |
| Florian Eigler       | Skicross    | 8                                   | 8                                   | 8                                   | 8                                   | 8                                   |
| Thomas Fischer       | Skicross    | 16 (ausgeschieden im Viertelfinale) | 16 (ausgeschieden im Viertelfinale) | 16 (ausgeschieden im Viertelfinale) | 16 (ausgeschieden im Viertelfinale) | 16 (ausgeschieden im Viertelfinale) |
| Andreas Schauer      | Skicross    | 12 (3. im Viertelfinale)            | 12 (3. im Viertelfinale)            | 12 (3. im Viertelfinale)            | 12 (3. im Viertelfinale)            | 12 (3. im Viertelfinale)            |
| Athleten             | Wettbewerb  | Qualifikation                       | Qualifikation                       | Finale                              | Finale                              | Rang                                |
| Athleten             | Wettbewerb  | Punkte                              | Rang                                | Punkte                              | Rang                                | Rang                                |
| Frauen               |             |                                     |                                     |                                     |                                     |                                     |
| Sabrina Cakmakli (3) | Halfpipe    | 64,80                               | 14                                  | ausgeschieden                       | ausgeschieden                       | ausgeschieden                       |
| Laura Grasemann      | Buckelpiste | 15,76                               | 12                                  | ausgeschieden                       | ausgeschieden                       | ausgeschieden                       |
| Lisa Zimmermann      | Slopestyle  | 67,20                               | 14                                  | ausgeschieden                       | ausgeschieden                       | ausgeschieden                       |
| Männer               |             |                                     |                                     |                                     |                                     |                                     |
| Benedikt Mayr (3)    | Slopestyle  | 67,60                               | 20                                  | ausgeschieden                       | ausgeschieden                       | ausgeschieden                       |

### Nordische Kombination
| Athleten                                                    | Wettbewerb                        | Skispringen | Skispringen | Langlauf    | Langlauf | Rang   |
| Athleten                                                    | Wettbewerb                        | Punkte      | Rang        | Zeit        | Rang     | Rang   |
| ----------------------------------------------------------- | --------------------------------- | ----------- | ----------- | ----------- | -------- | ------ |
| Männer                                                      |                                   |             |             |             |          |        |
| Tino Edelmann                                               | Gundersen-Wettkampf Normalschanze | 124,0       | 5           | 23:57,2 min | 16       | 9      |
| Eric Frenzel                                                | Gundersen-Wettkampf Normalschanze | 131,5       | 1           | 23:50,2 min | 12       | Gold   |
| Eric Frenzel                                                | Gundersen-Wettkampf Großschanze   | 129,0       | 1           | 23:57,9 min | 30       | 10     |
| Björn Kircheisen                                            | Gundersen-Wettkampf Großschanze   | 113,2       | 11          | 22:26,6 min | 4        | 4      |
| Fabian Rießle                                               | Gundersen-Wettkampf Normalschanze | 116,5       | 19          | 23:19,6 min | 6        | 8      |
| Fabian Rießle                                               | Gundersen-Wettkampf Großschanze   | 115,1       | 9           | 22:33,1 min | 8        | Bronze |
| Johannes Rydzek                                             | Gundersen-Wettkampf Normalschanze | 121,2       | 12          | 23:26,5 min | 8        | 6      |
| Johannes Rydzek                                             | Gundersen-Wettkampf Großschanze   | 112,7       | 12          | 22:46,4 min | 13       | 8      |
| Eric Frenzel Björn Kircheisen Johannes Rydzek Fabian Rießle | Teamwettkampf                     | 481,7       | 1           | 47:13,8 min | 3        | Silber |

### Rodeln
| Athlet                                                   | Wettbewerb   | Lauf 1   | Lauf 1 | Lauf 2   | Lauf 2 | Lauf 3   | Lauf 3 | Lauf 4   | Lauf 4 | Gesamt       | Gesamt |
| Athlet                                                   | Wettbewerb   | Zeit     | Rang   | Zeit     | Rang   | Zeit     | Rang   | Zeit     | Rang   | Zeit         | Rang   |
| -------------------------------------------------------- | ------------ | -------- | ------ | -------- | ------ | -------- | ------ | -------- | ------ | ------------ | ------ |
| Frauen                                                   |              |          |        |          |        |          |        |          |        |              |        |
| Natalie Geisenberger                                     | Einsitzer    | 49,891 s | 1      | 49,923 s | 1      | 49,765 s | 1      | 50,189 s | 1      | 3:19,768 min | Gold   |
| Tatjana Hüfner                                           | Einsitzer    | 50,393 s | 3      | 50,187 s | 2      | 50,048 s | 2      | 50,279 s | 2      | 3:20,907 min | Silber |
| Anke Wischnewski                                         | Einsitzer    | 50,490 s | 7      | 50,476 s | 9      | 50,462 s | 7      | 50,532 s | 7      | 3:21,960 min | 6      |
| Männer                                                   |              |          |        |          |        |          |        |          |        |              |        |
| Felix Loch                                               | Einsitzer    | 52,185 s | 2      | 51,964 s | 1      | 51,613 s | 1      | 51,764 s | 1      | 3:27,526 min | Gold   |
| Andi Langenhan                                           | Einsitzer    | 52,707 s | 8      | 52,480 s | 4      | 52,073 s | 7      | 52,095 s | 4      | 3:29,355 min | 4      |
| David Möller                                             | Einsitzer    | 52,781 s | 13     | 52,865 s | 16     | 52,312 s | 14     | 52,281 s | 15     | 3:30,239 min | 14     |
| Toni Eggert Sascha Benecken                              | Doppelsitzer | 50,274 s | 10     | 49,944 s | 4      | –        | –      | –        | –      | 1:40,218 min | 8      |
| Tobias Wendl Tobias Arlt                                 | Doppelsitzer | 49,373 s | 1      | 49,560 s | 1      | –        | –      | –        | –      | 1:38,933 min | Gold   |
| Mixed                                                    |              |          |        |          |        |          |        |          |        |              |        |
| Natalie Geisenberger Felix Loch Tobias Wendl Tobias Arlt | Teamstaffel  | 54,095 s | 1      | 55,639 s | 1      | 55,915 s | 1      | –        | –      | 2:45,649 min | Gold   |

### Shorttrack
| Athlet         | Wettbewerb | Vorlauf      | Vorlauf | Viertelfinale | Viertelfinale | Halbfinale    | Halbfinale    | Finale        | Finale        | Gesamt |
| Athlet         | Wettbewerb | Zeit         | Rang    | Zeit          | Rang          | Zeit          | Rang          | Zeit          | Rang          | Rang   |
| -------------- | ---------- | ------------ | ------- | ------------- | ------------- | ------------- | ------------- | ------------- | ------------- | ------ |
| Frauen         |            |              |         |               |               |               |               |               |               |        |
| Anna Seidel    | 1500 m     | 2:25,700 min | 3       | –             | –             | 2:20,405 min  | 6             | ausgeschieden | ausgeschieden | 17     |
| Männer         |            |              |         |               |               |               |               |               |               |        |
| Robert Seifert | 1000 m     | 1:29,468 min | 4       | ausgeschieden | ausgeschieden | ausgeschieden | ausgeschieden | ausgeschieden | ausgeschieden | 29     |
| Robert Seifert | 1500 m     | 2:16,555 min | 4       | –             | –             | ausgeschieden | ausgeschieden | ausgeschieden | ausgeschieden | 22     |

### Skeleton
| Athlet            | Wettbewerb | Lauf 1  | Lauf 1 | Lauf 2  | Lauf 2 | Lauf 3  | Lauf 3 | Lauf 4  | Lauf 4 | Gesamt      | Gesamt |
| Athlet            | Wettbewerb | Zeit    | Rang   | Zeit    | Rang   | Zeit    | Rang   | Zeit    | Rang   | Zeit        | Rang   |
| ----------------- | ---------- | ------- | ------ | ------- | ------ | ------- | ------ | ------- | ------ | ----------- | ------ |
| Frauen            |            |         |        |         |        |         |        |         |        |             |        |
| Sophia Griebel    | Einsitzer  | 59,43 s | 11     | 59,20 s | 9      | 58,74 s | 13     | 58,75 s | 17     | 3:56,12 min | 10     |
| Anja Huber        | Einsitzer  | 59,17 s | 8      | 59,13 s | 7      | 58,63 s | 9      | 58,31 s | 5      | 3:55,24 min | 8      |
| Marion Thees      | Einsitzer  | 59,25 s | 9      | 59,42 s | 15     | 58,89 s | 18     | 58,67 s | 15     | 3:56,23 min | 13     |
| Männer            |            |         |        |         |        |         |        |         |        |             |        |
| Alexander Kröckel | Einsitzer  | 57,21 s | 8      | 57,36 s | 17     | 57,03 s | 10     | 56,69 s | 4      | 3:48,29 min | 9      |
| Frank Rommel      | Einsitzer  | 57,19 s | 7      | 56,95 s | 6      | 57,33 s | 15     | 57,00 s | 13     | 3:48,47 min | 11     |

### Ski Alpin
| Athlet              | Wettbewerb         | Lauf 1      | Lauf 1 | Lauf 2      | Lauf 2 | Gesamt      | Gesamt |
| Athlet              | Wettbewerb         | Zeit        | Rang   | Zeit        | Rang   | Zeit        | Rang   |
| ------------------- | ------------------ | ----------- | ------ | ----------- | ------ | ----------- | ------ |
| Frauen              |                    |             |        |             |        |             |        |
| Christina Geiger    | Slalom             | DSQ         | DSQ    | DSQ         | DSQ    | DSQ         | DSQ    |
| Maria Höfl-Riesch   | Alpine Kombination | 1:43,72 min | 5      | 50,90 s     | 3      | 2:34,62 min | Gold   |
| Maria Höfl-Riesch   | Abfahrt            | 1:42,74 min | 13     | –           | –      | 1:42,74 min | 13     |
| Maria Höfl-Riesch   | Slalom             | 53,11 s     | 2      | 52,62 s     | 9      | 1:45,73 min | 4      |
| Maria Höfl-Riesch   | Super-G            | 1:26,07 min | 2      | –           | –      | 1:26,07 min | Silber |
| Viktoria Rebensburg | Abfahrt            | 1:42,76 min | 15     | –           | –      | 1:42,76 min | 15     |
| Viktoria Rebensburg | Riesenslalom       | 1:19,24 min | 6      | 1:17,90 min | 1      | 2:37,14 min | Bronze |
| Viktoria Rebensburg | Super-G            | 1:27,08 min | 9      | –           | –      | 1:27,08 min | 9      |
| Barbara Wirth       | Riesenslalom       | 1:21,35 min | 21     | 1:20,38 min | 27     | 2:41,73 min | 25     |
| Barbara Wirth       | Slalom             | 56,31 s     | 16     | 52,69 s     | 11     | 1:49,00 min | 14     |
| Männer              |                    |             |        |             |        |             |        |
| Fritz Dopfer        | Riesenslalom       | 1:22,59 min | 11     | 1:24,38 min | 17     | 2:46,97 min | 12     |
| Fritz Dopfer        | Slalom             | 48,46 s     | 14     | 54,26 s     | 4      | 1:42,72 min | 4      |
| Stefan Luitz        | Riesenslalom       | DSQ         | DSQ    | DSQ         | DSQ    | DSQ         | DSQ    |
| Stefan Luitz        | Slalom             | 50,79 s     | 37     | DNF         | DNF    | DNF         | DNF    |
| Felix Neureuther    | Riesenslalom       | 1:22,51 min | 8      | 1:24,08 min | 11     | 2:46,59 min | 8      |
| Felix Neureuther    | Slalom             | 47,57 s     | 7      | DNF         | DNF    | DNF         | DNF    |

### Skilanglauf
| Athleten                                                     | Wettbewerbe       | Zeit          | Zeit          | Zeit          | Zeit          | Zeit          | Rang          | Rang          | Rang          | Rang   |
| ------------------------------------------------------------ | ----------------- | ------------- | ------------- | ------------- | ------------- | ------------- | ------------- | ------------- | ------------- | ------ |
| Frauen                                                       |                   |               |               |               |               |               |               |               |               |        |
| Stefanie Böhler                                              | 10 km Klassisch   | 29:04,3 min   | 29:04,3 min   | 29:04,3 min   | 29:04,3 min   | 29:04,3 min   | 6             | 6             | 6             | 6      |
| Stefanie Böhler                                              | Skiathlon         | 41:20,0 min   | 41:20,0 min   | 41:20,0 min   | 41:20,0 min   | 41:20,0 min   | 35            | 35            | 35            | 35     |
| Nicole Fessel                                                | 10 km Klassisch   | 30:27,0 min   | 30:27,0 min   | 30:27,0 min   | 30:27,0 min   | 30:27,0 min   | 23            | 23            | 23            | 23     |
| Nicole Fessel                                                | Skiathlon         | 40:11,4 min   | 40:11,4 min   | 40:11,4 min   | 40:11,4 min   | 40:11,4 min   | 14            | 14            | 14            | 14     |
| Nicole Fessel                                                | Massenstart       | DNF           | DNF           | DNF           | DNF           | DNF           | DNF           | DNF           | DNF           | DNF    |
| Claudia Nystad                                               | Skiathlon         | 42:08,8 min   | 42:08,8 min   | 42:08,8 min   | 42:08,8 min   | 42:08,8 min   | 43            | 43            | 43            | 43     |
| Katrin Zeller                                                | 10 km Klassisch   | 30:38,5 min   | 30:38,5 min   | 30:38,5 min   | 30:38,5 min   | 30:38,5 min   | 25            | 25            | 25            | 25     |
| Katrin Zeller                                                | Skiathlon         | 40:49,7 min   | 40:49,7 min   | 40:49,7 min   | 40:49,7 min   | 40:49,7 min   | 26            | 26            | 26            | 26     |
| Katrin Zeller                                                | Massenstart       | 1:12:41,4 h   | 1:12:41,4 h   | 1:12:41,4 h   | 1:12:41,4 h   | 1:12:41,4 h   | 12            | 12            | 12            | 12     |
| Nicole Fessel Stefanie Böhler Claudia Nystad Denise Herrmann | 4 × 5 km Staffel  | 53:03,6 min   | 53:03,6 min   | 53:03,6 min   | 53:03,6 min   | 53:03,6 min   | Bronze        | Bronze        | Bronze        | Bronze |
| Männer                                                       |                   |               |               |               |               |               |               |               |               |        |
| Tobias Angerer                                               | Skiathlon         | 1:08:49,7 h   | 1:08:49,7 h   | 1:08:49,7 h   | 1:08:49,7 h   | 1:08:49,7 h   | 15            | 15            | 15            | 15     |
| Thomas Bing                                                  | Massenstart       | 1:49:56,1 h   | 1:49:56,1 h   | 1:49:56,1 h   | 1:49:56,1 h   | 1:49:56,1 h   | 36            | 36            | 36            | 36     |
| Thomas Bing                                                  | Skiathlon         | 1:11:32,9 h   | 1:11:32,9 h   | 1:11:32,9 h   | 1:11:32,9 h   | 1:11:32,9 h   | 37            | 37            | 37            | 37     |
| Hannes Dotzler                                               | 15 km Klassisch   | 39:49,9 min   | 39:49,9 min   | 39:49,9 min   | 39:49,9 min   | 39:49,9 min   | 11            | 11            | 11            | 11     |
| Hannes Dotzler                                               | Skiathlon         | 1:08:44,8 h   | 1:08:44,8 h   | 1:08:44,8 h   | 1:08:44,8 h   | 1:08:44,8 h   | 13            | 13            | 13            | 13     |
| Jens Filbrich                                                | 15 km Klassisch   | 40:08,5 min   | 40:08,5 min   | 40:08,5 min   | 40:08,5 min   | 40:08,5 min   | 14            | 14            | 14            | 14     |
| Erik Lesser                                                  | Massenstart       | 1:51:55,8 h   | 1:51:55,8 h   | 1:51:55,8 h   | 1:51:55,8 h   | 1:51:55,8 h   | 42            | 42            | 42            | 42     |
| Arnd Peiffer                                                 | Massenstart       | 1 :51:31,5 h  | 1 :51:31,5 h  | 1 :51:31,5 h  | 1 :51:31,5 h  | 1 :51:31,5 h  | 40            | 40            | 40            | 40     |
| Axel Teichmann                                               | 15 km Klassisch   | 39:42,4 min   | 39:42,4 min   | 39:42,4 min   | 39:42,4 min   | 39:42,4 min   | 8             | 8             | 8             | 8      |
| Axel Teichmann                                               | Massenstart       | 1:51:3,4 h    | 1:51:3,4 h    | 1:51:3,4 h    | 1:51:3,4 h    | 1:51:3,4 h    | 39            | 39            | 39            | 39     |
| Axel Teichmann                                               | Skiathlon         | 1:10:13,3 h   | 1:10:13,3 h   | 1:10:13,3 h   | 1:10:13,3 h   | 1:10:13,3 h   | 23            | 23            | 23            | 23     |
| Tim Tscharnke                                                | 15 km Klassisch   | 40:41,3 min   | 40:41,3 min   | 40:41,3 min   | 40:41,3 min   | 40:41,3 min   | 26            | 26            | 26            | 26     |
| Jens Filbrich Axel Teichmann Tobias Angerer Hannes Dotzler   | 4 × 10 km Staffel | 1:31:18,8 h   | 1:31:18,8 h   | 1:31:18,8 h   | 1:31:18,8 h   | 1:31:18,8 h   | 9             | 9             | 9             | 9      |
| Athleten                                                     | Wettbewerbe       | Qualifikation | Qualifikation | Viertelfinale | Viertelfinale | Halbfinale    | Halbfinale    | Finale        | Finale        | Rang   |
| Athleten                                                     | Wettbewerbe       | Zeit          | Rang          | Zeit          | Rang          | Zeit          | Rang          | Zeit          | Rang          | Rang   |
| Frauen                                                       |                   |               |               |               |               |               |               |               |               |        |
| Lucia Anger                                                  | Sprint Freistil   | 2:40,22 min   | 31            | ausgeschieden | ausgeschieden | ausgeschieden | ausgeschieden | ausgeschieden | ausgeschieden | 31     |
| Denise Herrmann                                              | Sprint Freistil   | 2:35,11 min   | 8             | 2:34,87 min   | 1             | 2:36,94 min   | 4             | ausgeschieden | ausgeschieden | 8      |
| Hanna Kolb                                                   | Sprint Freistil   | 2:40,17 min   | 30            | 2:38,43 min   | 6             | ausgeschieden | ausgeschieden | ausgeschieden | ausgeschieden | 30     |
| Claudia Nystad                                               | Sprint Freistil   | 2:41,13 min   | 35            | ausgeschieden | ausgeschieden | ausgeschieden | ausgeschieden | ausgeschieden | ausgeschieden | 35     |
| Stefanie Böhler Denise Herrmann                              | Teamsprint        | –             | –             | –             | –             | 16:58,98 min  | 4             | 16:24,97 min  | 4             | 4      |
| Männer                                                       |                   |               |               |               |               |               |               |               |               |        |
| Thomas Bing                                                  | Sprint Freistil   | 3:38,30 min   | 32            | ausgeschieden | ausgeschieden | ausgeschieden | ausgeschieden | ausgeschieden | ausgeschieden | 32     |
| Sebastian Eisenlauer                                         | Sprint Freistil   | 3:39,00 min   | 35            | ausgeschieden | ausgeschieden | ausgeschieden | ausgeschieden | ausgeschieden | ausgeschieden | 35     |
| Tim Tscharnke                                                | Sprint Freistil   | 3:37,75 min   | 28            | 3:46,81 min   | 4             | ausgeschieden | ausgeschieden | ausgeschieden | ausgeschieden | 20     |
| Josef Wenzl                                                  | Sprint Freistil   | 3:38,10 min   | 31            | ausgeschieden | ausgeschieden | ausgeschieden | ausgeschieden | ausgeschieden | ausgeschieden | 31     |
| Hannes Dotzler Tim Tscharnke                                 | Teamsprint        | –             | –             | –             | –             | 23:36,23 min  | 1             | 23:57,02 min  | 7             | 7      |

### Skispringen
| Athleten                                                    | Wettbewerbe                     | Qualifikation | Qualifikation      | Qualifikation      | 1. Durchgang | 1. Durchgang | 1. Durchgang | 2. Durchgang  | 2. Durchgang  | 2. Durchgang  | Gesamt        | Gesamt |
| Athleten                                                    | Wettbewerbe                     | Weite         | Punkte             | Rang               | Weite        | Punkte       | Rang         | Weite         | Punkte        | Rang          | Punkte        | Rang   |
| ----------------------------------------------------------- | ------------------------------- | ------------- | ------------------ | ------------------ | ------------ | ------------ | ------------ | ------------- | ------------- | ------------- | ------------- | ------ |
| Frauen                                                      |                                 |               |                    |                    |              |              |              |               |               |               |               |        |
| Katharina Althaus                                           | Normalschanze Einzelspringen    | –             | –                  | –                  | 90,5 m       | 103,2        | 24           | 92,5 m        | 108,6         | 17            | 211,8         | 23     |
| Gianina Ernst                                               | Normalschanze Einzelspringen    | –             | –                  | –                  | 90,5 m       | 100,3        | 27           | 87,5 m        | 92,4          | 29            | 192,7         | 28     |
| Ulrike Gräßler                                              | Normalschanze Einzelspringen    | –             | –                  | –                  | 94,0 m       | 110,5        | 21           | 91,5 m        | 104,4         | 24            | 214,9         | 22     |
| Carina Vogt                                                 | Normalschanze Einzelspringen    | –             | –                  | –                  | 103,0 m      | 126,8        | 1            | 97,5 m        | 120,6         | 5             | 247,4         | Gold   |
| Männer                                                      |                                 |               |                    |                    |              |              |              |               |               |               |               |        |
| Richard Freitag                                             | Normalschanze Einzelspringen    | 94,0 m        | 114,4              | 16                 | 100,5 m      | 121,4        | 26           | 97,5          | 122,3         | 16            | 243,7         | 20     |
| Richard Freitag                                             | Großschanze Einzelspringen      | 118,5 m       | 104,4              | 21                 | 122,5 m      | 118,6        | 22           | 126,5 m       | 123,5         | 17            | 242,1         | 21     |
| Severin Freund                                              | Normalschanze Einzelspringen    | 104,0 m       | vorab qualifiziert | vorab qualifiziert | 99,5 m       | 108,9        | 44           | 93,5 m        | 108,8         | 30            | 217,7         | 31     |
| Severin Freund                                              | Großschanze Einzelspringen      | DNS           | DNS                | DNS                | 138,0 m      | 140,2        | 3            | 129,5 m       | 132,0         | 6             | 272,2         | 4      |
| Marinus Kraus                                               | Großschanze Einzelspringen      | 130,0 m       | 120,2              | 4                  | 131,0 m      | 117,7        | 24           | 140,0 m       | 139,7         | 2             | 257,4         | 6      |
| Andreas Wank                                                | Normalschanze Einzelspringen    | 102,5 m       | 127,9              | 2                  | 101,0 m      | 132,6        | 5            | 97,0 m        | 120,8         | 19            | 253,4         | 11     |
| Andreas Wellinger                                           | Normalschanze Einzelspringen    | 96,5 m        | vorab qualifiziert | vorab qualifiziert | 96,0 m       | 125,8        | 14           | 101,5 m       | 131,3         | 2             | 257,1         | 6      |
| Andreas Wellinger                                           | Großschanze Einzelspringen      | 128,0 m       | vorab qualifiziert | vorab qualifiziert | 117,0 m      | 96,6         | 45           | ausgeschieden | ausgeschieden | ausgeschieden | ausgeschieden | 45     |
| Andreas Wank Marinus Kraus Andreas Wellinger Severin Freund | Großschanze Mannschaftsspringen | –             | –                  | –                  | 533,0 m      | 519,0        | 1            | 528,0 m       | 522,1         | 2             | 1041,1        | Gold   |

### Snowboard
| Athleten           | Wettbewerbe           | Qualifikation   | Qualifikation | Qualifikation    | Qualifikation | Halbfinale    | Halbfinale    | Halbfinale    | Finale        | Finale                     | Finale         | Rang   |
| Athleten           | Wettbewerbe           | Punkte          | Punkte        | Rang             | Rang          | Punkte        | Punkte        | Rang          | Punkte        | Punkte                     | Rang           | Rang   |
| ------------------ | --------------------- | --------------- | ------------- | ---------------- | ------------- | ------------- | ------------- | ------------- | ------------- | -------------------------- | -------------- | ------ |
| Männer             |                       |                 |               |                  |               |               |               |               |               |                            |                |        |
| Johannes Höpfl     | Halfpipe              | 65,50           | 65,50         | 11               | 11            | ausgeschieden | ausgeschieden | ausgeschieden | ausgeschieden | ausgeschieden              | ausgeschieden  | 22     |
| Athleten           | Wettbewerbe           | Qualifikation   | Qualifikation | Achtelfinale     | Achtelfinale  | Viertelfinale | Viertelfinale | Halbfinale    | Halbfinale    | Finale/Platz 3             | Finale/Platz 3 | Rang   |
| Athleten           | Wettbewerbe           | Gegner          | Zeit          | Gegner           | Zeit          | Gegner        | Zeit          | Gegner        | Zeit          | Gegner                     | Zeit           | Rang   |
| Frauen             |                       |                 |               |                  |               |               |               |               |               |                            |                |        |
| Selina Jörg        | Parallelslalom        | 1:04,47 min     | 7             | Anke Karstens    | +0,02 s       | ausgeschieden | ausgeschieden | ausgeschieden | ausgeschieden | ausgeschieden              | ausgeschieden  | 11     |
| Selina Jörg        | Parallel-Riesenslalom | 1:49,64 min     | 11            | Aljona Sawarsina | +13,53 s      | ausgeschieden | ausgeschieden | ausgeschieden | ausgeschieden | ausgeschieden              | ausgeschieden  | 13     |
| Anke Karstens      | Parallelslalom        | 1:05,14 min     | 10            | Selina Jörg      | −0,02 s       | Ester Ledecká | −0,30 s       | Amelie Kober  | −0,09 s       | Julia Dujmovits            | +0,12 s        | Silber |
| Anke Karstens      | Parallel-Riesenslalom | 1:59,29 min     | 25            | ausgeschieden    | ausgeschieden | ausgeschieden | ausgeschieden | ausgeschieden | ausgeschieden | ausgeschieden              | ausgeschieden  | 25     |
| Amelie Kober       | Parallel-Riesenslalom | disqualifiziert | 30            | ausgeschieden    | ausgeschieden | ausgeschieden | ausgeschieden | ausgeschieden | ausgeschieden | ausgeschieden              | ausgeschieden  | 30     |
| Amelie Kober       | Parallelslalom        | 1:05,46 min     | 14            | Patrizia Kummer  | −0,10 s       | Ina Meschik   | −0,01 s       | Anke Karstens | +0,09 s       | Platz 3: Corinna Boccacini | −0,13 s        | Bronze |
| Isabella Laböck    | Parallelslalom        | 1:04,44 min     | 6             | Ina Meschik      | +0,24 s       | ausgeschieden | ausgeschieden | ausgeschieden | ausgeschieden | ausgeschieden              | ausgeschieden  | 10     |
| Isabella Laböck    | Parallel-Riesenslalom | 1:52,01 min     | 18            | ausgeschieden    | ausgeschieden | ausgeschieden | ausgeschieden | ausgeschieden | ausgeschieden | ausgeschieden              | ausgeschieden  | 18     |
| Männer             |                       |                 |               |                  |               |               |               |               |               |                            |                |        |
| Stefan Baumeister  | Parallelslalom        | 59,72 s         | 14            | Lukas Mathies    | +0,45 s       | ausgeschieden | ausgeschieden | ausgeschieden | ausgeschieden | ausgeschieden              | ausgeschieden  | 14     |
| Stefan Baumeister  | Parallel-Riesenslalom | 1:40,72 min     | 20            | ausgeschieden    | ausgeschieden | ausgeschieden | ausgeschieden | ausgeschieden | ausgeschieden | ausgeschieden              | ausgeschieden  | 20     |
| Alexander Bergmann | Parallelslalom        | 1:00,60 min     | 24            | ausgeschieden    | ausgeschieden | ausgeschieden | ausgeschieden | ausgeschieden | ausgeschieden | ausgeschieden              | ausgeschieden  | 24     |
| Alexander Bergmann | Parallel-Riesenslalom | 1:38,49 min     | 11            | Rok Flander      | +0,34 s       | ausgeschieden | ausgeschieden | ausgeschieden | ausgeschieden | ausgeschieden              | ausgeschieden  | 13     |
| Patrick Bussler    | Parallelslalom        | 59,01s          | 5             | Rok Marguč       | −0,84 s       | Benjamin Karl | +0,15 s       | ausgeschieden | ausgeschieden | ausgeschieden              | ausgeschieden  | 6      |
| Patrick Bussler    | Parallel-Riesenslalom | 1:36,94 min     | 3             | Matthew Morison  | −0,30 s       | Rok Flander   | −0,40 s       | Vic Wild      | +2,61s        | Platz 3: Žan Košir         | +2,26 s        | 4      |
| Athleten           | Wettbewerbe           | Achtelfinale    | Achtelfinale  | Achtelfinale     | Viertelfinale | Viertelfinale | Viertelfinale | Halbfinale    | Halbfinale    | Finale                     | Finale         | Rang   |
| Athleten           | Wettbewerbe           | Rang            | Rang          | Rang             | Rang          | Rang          | Rang          | Rang          | Rang          | Rang                       | Rang           | Rang   |
| Männer             |                       |                 |               |                  |               |               |               |               |               |                            |                |        |
| Paul Berg          | Snowboardcross        | 1               | 1             | 1                | 4             | 4             | 4             | ausgeschieden | ausgeschieden | ausgeschieden              | ausgeschieden  | 13     |
| Konstantin Schad   | Snowboardcross        | 1               | 1             | 1                | 4             | 4             | 4             | ausgeschieden | ausgeschieden | ausgeschieden              | ausgeschieden  | 13     |

Luca Berg und David Speiser standen erfolglos für die Snowboard-Cross-Wettbewerbe auf der Nachrückerliste für internationale Quotenplätze.